# بايرون غواما
بايرون غواما (بالإسبانية: Byron Guamá)‏ مواليد 14 يونيو 1985 في الإكوادور، هو دراج في صنف سباق الدراجات على الطريق. شارك في دورة الألعاب الأولمبية الصيفية.

## روابط خارجية
- بايرون غواما على موقع الاتحاد الدولي للدراجات (الإنجليزية)
- بايرون غواما على موقع أرشيف الدراجات (الإنجليزية)
- بايرون غواما على موقع إحصائيات الدراجات الإحترافية (الإنجليزية)
- بايرون غواما على موقع نسبة الدراجات (الإنجليزية)
- بايرون غواما على موقع أوليمبيديا (الإنجليزية)